# Thiraucourt

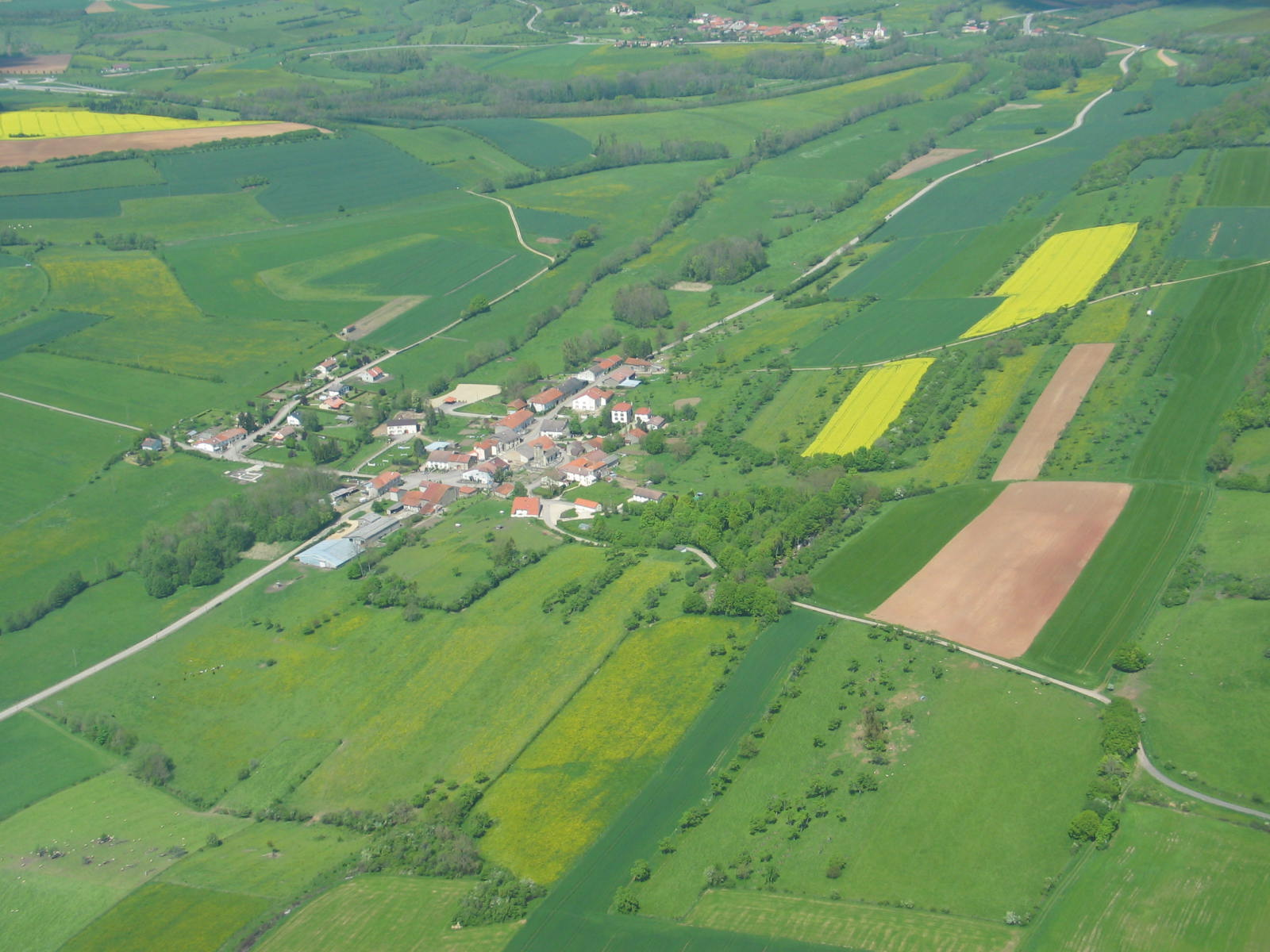
Luchtfoto

Thiraucourt is een gemeente in het Franse departement Vosges (regio Grand Est) en telt 104 inwoners (2009). De plaats maakt deel uit van het arrondissement Neufchâteau.

## Geografie
De oppervlakte van Thiraucourt bedraagt 3,0 km², de bevolkingsdichtheid is dus 34,7 inwoners per km².
De onderstaande kaart toont de ligging van Thiraucourt met de belangrijkste infrastructuur en aangrenzende gemeenten.

## Demografie
Onderstaande figuur toont het verloop van het inwonertal (bron: INSEE-tellingen).